# Lindernia intrepida
Lindernia intrepida é uma espécie botânica do gênero Lindernia pertencente à família Linderniaceae.